# أندي ستيرن
أندي ستيرن (بالإنجليزية: Andy Stern)‏ هو نقابي أمريكي، ولد في 22 نوفمبر 1950 في ويست أورنج في الولايات المتحدة.